# Hotter than Hell (singel Duy Lipy)
Hotter than Hell – piąty singel brytyjskiej piosenkarki Duy Lipy pochodzący z albumu Dua Lipa. Został wydany 6 maja 2016 przez wytwórnię Dua Lipa Limited.

## Teledysk
Teledysk został wyreżyserowany przez Emila Navę w jednym z londyńskich magazynów. 6 maja 2016 został opublikowany w serwisie internetowym YouTube.

## Lista utworów
- Digital download[1]

1. „Hotter than Hell” – 3:07

- Digital download – Matoma Remix[4]

1. „Hotter than Helll” (Matoma Remix) – 3:39

- Digital remix EP (Austria, Niemcy, Szwajcaria)[5][6][7]

1. „Hotter than Helll” (Vimalavong Remix) – 4:19
2. „Hotter than Helll” (Carsten Fietz Remix) – 5:58
3. „Hotter than Helll” (Dua Lipa vs. Matoma) (Remix) – 3:37
4. „Hotter than Helll” (Miike Snow Remix) – 4:12
5. „Hotter than Helll” (Jack Wins Remix) – 4:15
6. „Hotter than Helll” (Shadow Child Remix) – 6:28

- Digital remix EP[8]

1. „Hotter than Helll” (Miike Snow Remix) – 4:12
2. „Hotter than Helll” (Jack Wins Remix) – 4:15
3. „Hotter than Helll” (Shadow Child Remix) – 6:28
4. „Hotter than Helll” (Carsten Fietz Remix) – 5:58
5. „Hotter than Helll” (Vimalavong Remix) – 4:19

## Notowania na listach przebojów
| Lista                                   | Najwyższa pozycja |
| --------------------------------------- | ----------------- |
| Australia (Top 50 Singles)              | 17                |
| Austria (Ö3 Austria Top 40)             | 65                |
| Belgia (Flandria) (Ultratop 50 Singles) | 20                |
| Belgia (Wallonia) (Ultratop 50 Singles) | 34                |
| Czechy (Singles Digital – Top 100)      | 36                |
| Europa (Euro Digital Songs)             | 13                |
| Niemcy (Top 100 Singles)                | 71                |
| Irlandia (Top 50 Singles)               | 24                |
| Meksyk (Billboard)                      | 7                 |
| Holandia (Dutch Top 40)                 | 10                |
| Holandia (Single Top 100)               | 32                |
| Polska (AirPlay – Top)                  | 57                |
| Szkocja (Top 40 Scottish)               | 9                 |
| Słowacja (Singles Digital)              | 52                |
| Szwecja (Top 60 Singles)                | 44                |
| Wielka Brytania (Singles Top 100)       | 15                |

## Certyfikaty i sprzedaż
| Kraj                  | Certyfikat      | Sprzedaż |
| --------------------- | --------------- | -------- |
| Australia (ARIA)      | złota płyta     | 35 000+  |
| Dania (IFPI Danmark)  | złota płyta     | 45 000+  |
| Holandia (NVPI)       | platynowa płyta | 40 000+  |
| Kanada (MC)           | platynowa płyta | 80 000+  |
| Niemcy (BVMI)         | złota płyta     | 200 000+ |
| Norwegia (IFPI Norge) | platynowa płyta | 60 000+  |
| Polska (ZPAV)         | platynowa płyta | 50 000+  |
| Szwecja (GLF)         | platynowa płyta | 40 000+  |
| Wielka Brytania (BPI) | platynowa płyta | 600 000+ |